# Sigurimi
Direktorat za državno varnost (albansko: Drejtoria e Sigurimit të Shtetit), običajno imenovan Sigurimi, je bila državna varnostna, obveščevalna in tajna policijska služba Ljudske socialistične republike Albanije. Njen cilj je bil zaščititi Albanijo pred nevarnostmi, vendar je Sigurimi služila zatiranju politične aktivnosti prebivalstva in ohranjanju obstoječega političnega sistema.  
Leta 2008 je albanski parlament razpravljal o odprtju tako imenovanih "dosjejev Sigurimi", vendar je Socialistična stranka Albanije temu nasprotovala. Vladni komisiji, ustanovljeni leta 2015, je bila dodeljena naloga objavljanja datotek Sigurimi in identifikacije kandidatov za javne funkcije, ki so sodelovali s komunističnim režimom; vendar v začetku leta 2017 komisija še ni začela z delom, kritiki pa so opozorili, da je bila večina spisov verjetno že zdavnaj uničenih.

## Delovanje
Sigurimi je imela nacionalni sedež in okrožni štab v vsakem od šestindvajsetih albanskih okrožij. Nadalje je bil organiziran v oddelke, ki so zagotavljali politični nadzor, cenzuro, javne evidence, zaporniške taborišča, enote za notranjo varnost, fizično varnost, protivohunjenje in tuje obveščevalne službe.
Primarna naloga sekcije političnega nadzora je bila spremljanje ideološke korektnosti članov stranke in drugih državljanov. Sigurimi je bila odgovorna za čiščenje stranke, vlade, vojske in lastnega aparata od posameznikov, tesno povezanih z Jugoslavijo, Sovjetsko zvezo ali Kitajsko, potem ko je Albanija prekinila zaporedna zavezništva z vsako od teh držav. Ena od ocen pravi, da je bilo zaradi preiskav s strani Sigurimi usmrčenih najmanj 170 članov komunistične partije ali Centralnega komiteja. Sekcija političnega nadzora je bila vključena tudi v obsežen program spremljanja zasebnih telefonskih pogovorov. 
Sekcija za cenzuro je delovala v tisku, radiu, časopisih in drugih komunikacijskih medijih ter v kulturnih društvih, šolah in drugih organizacijah.
Oddelek za javne evidence je upravljal vladne dokumente in statistiko, predvsem socialno in gospodarsko statistiko, ki je bila obravnavana kot državna skrivnost.